# جون بيلي جونز
جون بيلي جونز (بالإنجليزية: John Bailey Jones)‏ هو قاضي ومحامي وسياسي أمريكي، ولد في 30 مارس 1927 في ميتشل في الولايات المتحدة. انتخب عضو داكوتا الجنوبية البيت النواب.